# Georg Stangl
Georg Stangl (4. dubna 1889 Mašovice – 15./16. srpna 1945 Chrastavice) byl československý politik německé národnosti a meziválečný poslanec Národního shromáždění za Sudetoněmeckou stranu.

## Biografie
Studoval na Vysoké škole zemědělské v Halle, kterou absolvoval roku 1910. Pracoval pak na trauttmansdorffských statcích. Od roku 1918 byl majitelem hospodářství v rodných Mašovicích. Studoval na německé technice v Praze a na univerzitě v Gießenu. V roce 1933 získal doktorát.
Profesí byl rolník. Podle údajů z roku 1935 bydlel v Horšovském Týně.
Byl aktivní politicky v SdP a její předchůdkyni SHF. Byl jejím okresním předsedou v Horšovském Týně. V parlamentních volbách v roce 1935 se stal poslancem Národního shromáždění. Poslanecké křeslo ztratil na podzim 1938 v souvislosti se změnami hranic Československa.
Kvůli rozporům s Konradem Henleinem byl zproštěn stranických funkcí. Až do konce světové války pak pracoval v Praze jako ředitel odboru zemědělského úřadu.
Po válce byl zatčen československými úřady a internován v táboře v Chrastavicích u Domažlic, kde v srpnu 1945 zemřel.